# 六合区
六合区是中华人民共和国江苏省南京市所辖的一个市辖区，位于南京市北部、长江以北。雨花石的故乡。其北部与天长、仪征接壤处的金牛湖地区是中国代表民歌《茉莉花》的发源地之一，现有争议
。區人民政府駐 雄州街道雄州南路268号。区域总面积为1,470.99平方公里。

## 名称读音
“六”本与“陆”同音，標準南京話至今讀入聲“lu5”。北京旧有“lù”、“liù”的文白异读，今“六”文读“lù”已淘汰（“陆”则是白读“liù”被淘汰）。《现代汉语词典》曾为六合区及安徽省六安市设“lù”的异读，自第六版不包括這個讀音在詞典的範圍之內 。當地民眾仍習慣讀作舊音。

## 行政区划
六合区下辖11个街道办事处、1个镇：
大厂街道、葛塘街道、长芦街道、雄州街道、龙池街道、程桥街道、金牛湖街道、横梁街道、龙袍街道、马鞍街道、冶山街道、竹镇镇、南京六合经济开发区和南京化学工业园区。

## 人口
2020年末，根據第七次全国人口普查數據顯示：六合區居民總户數23.71萬户，户籍總人口68.03萬人。出生6183人，出生率9.11‰；死亡5447人，死亡率8.02‰；人口自然增長率1.08‰。常住人口63.32萬人，城鎮化率54.02%。

## 交通

### 干线道路
- 205国道
- 328国道

### 铁路
- 宁启铁路[7]

### 地铁
█ 南京地铁S8号线

### 港口
拥有西坝港、长芦2个万吨级深水码头。

## 建制沿革
六合历史悠久，根据考古和地质工作者及专家发掘、考证，在距今约一万年前就有原始氏族村落。六合古称棠邑。秦始皇二十一年（前221年），始置棠邑县。隋朝开皇四年（584年），废尉氏县、堂邑县、方山县，合为六合县。
六合隋朝时属于滁州（州治新昌县，辖今安徽省滁州市境（除天长市、定远县、凤阳县和明光市部分区域）及及江苏省南京市浦口区、六合区）。
明代之前多属扬州，明洪武二十三年（1389年）始属应天府（今南京）。1966年3月15日，六合县、江浦县、仪徵县、金湖县、盱眙县五县成立六合专区，专区所在地六合县六城镇。1975年11月，六合属南京市管辖。1973年9月，原六合县卸甲甸等地析出成立大厂区，2002年4月，经国务院批准，六合县与大厂区合并成立南京市六合区，全区辖8个街道、9个镇。
六合古称棠邑，春秋战国时，棠邑先属楚，后属吴，再属越，至公元前334年复归于楚。
秦朝时期属于东晦郡。
西汉时期属于临淮郡。
东汉时期属于广陵郡。
三国时期属于吴国。
西晋时期属于临淮郡。
南朝齐属于北徐州。
隋开皇四年（584年）定名六合，属于广陵郡。
唐朝时期属于扬州。
南唐时期六合县属于雄州。
北宋南宋时期属于真州。
元朝，属扬州路。
明洪武二十三年（1389年）属应天府。
清朝时期属于江宁府。
民国元年（1912年）废府，六合县属江苏省。
1914年属江苏省金陵道。
1948年属于江苏省第五行政署察区。
1949年属皖北行署滁县专区，后改属苏北行署区泰州专区。 
1953年属扬州。
1956年属镇江。 
1957年属扬州。
1958年属南京市。
1962年属扬州。
1966年3月15日，六合县、江浦县、仪徵县、金湖县、盱眙县五县成立六合专区，专区所在地六合县六城镇。
1971年六合专区撤销，划属扬州地区。
1975年11月，六合属南京市管辖。
1973年9月，原六合县卸甲甸等地析出成立大厂区
2002年4月，经国务院批准，六合县与大厂区合并成立南京市六合区，全区辖10个街道、9个镇。
2012年8月六合区划进行调整，调整后的六合区辖10个街道、2个镇：雄州街道、金牛湖街道、横梁街道、程桥街道、大厂街道、葛塘街道、长芦街道、马鞍街道、龙袍街道、龙池街道；竹镇镇、冶山镇。
2014年以六合、浦口区为核心设立副省级的跨行政区划的国家级新区——江北新区。

## 经济
2011年六合区国内生产总值达到505.1亿元，按可比价格计算（下同），比上年增长12.5%。其中，第一产业增加值38.5亿元，增长6.5%；第二产业增加值314.1亿元，增长14.2%;第三产业增加值125.5亿元，增长10 %。人均地区生产总值（评价口径）55009元，三次产业的比重为7.6：67.6：24.8，民营经济占六合区经济比重为44.3%。
2012年六合区国内生产总值达到615.8亿元，比上年增长13.3%。其中，第一产业增加值43.6亿元，增长5%；第二产业增加值384.8亿元，增长14.5%，其中全部工业增加值347.9亿元，增长14.3%;第三产业增加值187.4亿元，增长12.6%。人均地区生产总值（评价口径）66566元，三次产业的比重为7.1：62.5：30.4，民营经济占六合区经济比重为44.2%。

## 六合八景
- 金牛寻芳
- 灵岩访石
- 滁河灯影
- 长芦钟声
- 平山凝翠
- 芝岭含秋
- 石柱擎天
- 文庙怀古